# Загарач
Загарач је племе у Старој Црној Гори (источни дио Катунске нахије) чија територија захвата подножје планине Гарча. Ово подручје је некада било дио катуна Малоншића (који се као ратничка дружина помињу још 1411. године) а који су под притиском Османлија у XVI вијеку расељени и пришли другим племенима у Горњој Зети. Племенска територија Загарача се потом почиње интензивније насељавати из других племена, а највише из Братоножића. Територија Загарача је проширена у XIX вијеку, а дијели се на Горњи и Доњи Загарач. Сам назив села Загарач, први се пут помиње у повељи Ђурђа Црнојевића, из 1492. године, али у оквиру поменутог катуна Малоншића (Горња Зета).

## Познати Загарачани
- Здравко Велимировић
- Јефто Шћепановић Чајо